# Eurytoma paracynipsea
Eurytoma paracynipsea är en stekelart som beskrevs av Zerova 1998. Eurytoma paracynipsea ingår i släktet Eurytoma och familjen kragglanssteklar.
Artens utbredningsområde är:
- Turkmenistan.
- Ukraina.

Inga underarter finns listade i Catalogue of Life.